# Buchtarma
La Buchtarma (in russo Бухтарма́?; anche traslitterata come Buhtarma; in kazako Бұқтырма өзені) è un fiume del Kazakistan settentrionale, tributario di destra dell'Irtyš (bacino idrografico dell'Ob').
Nasce dai ghiacciai nel versante nord della catena degli Altaj meridionali; scorre con direzione mediamente occidentale, dapprima con caratteri montani, successivamente assumendo caratteri più tipici del fiume di pianura. Sfocia nell'Irtyš in corrispondenza del vasto bacino artificiale omonimo.
Il fiume è gelato nei mesi invernali fino ad aprile; la piena annuale si registra invece nei mesi primaverili ed estivi.
La Buchtarma bagna nel suo percorso alcuni centri urbani, fra i quali il maggiore è Zyrjanovsk.